# スリー・ディー・マトリックス
株式会社スリー・ディー・マトリックス (英: 3-D Matrix,Ltd.) は、東京都千代田区に本社を置く医療製品開発・製造・販売を事業とするバイオベンチャー企業。東京証券取引所グロース市場上場銘柄である（証券コードは7777）。
アメリカ合衆国マサチューセッツ工科大学（MIT）から特許の専用実施権の許諾を受けた技術を用いて製品の研究開発・製造・販売事業を行っている。

## 沿革
- 2001年（平成13年）- MIT発のベンチャー企業として、米国において現連結子会社である3-D Matrix,Inc.設立
- 2003年（平成15年）- 米国3-D Matrix,Inc.が自己組織化ペプチドに係る特許権を保有しているMITとの間で、その専用実施権の許諾を受けるライセンス契約を締結。
- 2004年（平成16年）- 日本における事業化を目的として株式会社スリー・ディー・マトリックス・ジャパンを設立。
- 2008年（平成20年）- 株式会社スリー・ディー・マトリックスに商号変更。
- 2011年（平成23年）- 大阪証券取引所JASDAQ（グロース）に上場。

## 参考資料
- 株式会社スリー・ディー・マトリックス第11期 有価証券報告書(EDINET - 閲覧)
- 会社四季報2014年３集夏号　第426号(東洋経済新報社)